# 천수 (고려)
천수(天授)는 고려 태조(高麗 太祖)의 연호이다. 918년에서 933년까지 쓰였다.

## 서기와의 대조표
| 천수 | 원년       | 2년        | 3년        | 4년        | 5년        | 6년        | 7년        | 8년        | 9년        | 10년       |
| 서기 | 918년      | 919년      | 920년      | 921년      | 922년      | 923년      | 924년      | 925년      | 926년      | 927년      |
| 간지 | 무인(戊寅) | 기묘(己卯) | 경진(庚辰) | 신사(辛巳) | 임오(壬午) | 계미(癸未) | 갑신(甲申) | 을축(乙酉) | 병술(丙戌) | 정해(丁亥) |
| 천수 | 11년       | 12년       | 13년       | 14년       | 15년       | 16년       |            |            |            |            |
| 서기 | 928년      | 929년      | 930년      | 931년      | 932년      | 933년      |            |            |            |            |
| 간지 | 무자(戊子) | 기축(己丑) | 경인(庚寅) | 신묘(辛卯) | 임진(壬辰) | 계사(癸巳) |            |            |            |            |

## 같이 보기
- 광덕
- 준풍
- 한국의 연호

| 이전 연호 정개(政開) (궁예) | 한국의 연호 고려(高麗) | 다음 연호 광덕(天福) (고려 광종) |